# 小行星2251
小行星2251（2251 Tikhov）是一颗围绕太阳公转的小行星。1977年9月19日，尼古拉·切爾尼赫在克里米亚发现了此天体。
該小行星以俄羅斯天文學家加夫里爾·阿德里亞諾維奇·季霍夫命名。
这颗小行星的绝对星等为183.57050等。